# دادوهاگاما
دادوهاگاما (به لاتین: Dadohagama) یک منطقهٔ مسکونی در سری‌لانکا است که در استان مرکزی (سری‌لانکا) واقع شده‌است.